# Allan Johnston
Allan Johnston (Glasgow, 14 dicembre 1973) è un allenatore di calcio ed ex calciatore scozzese.

## Biografia
Suo figlio Max è un calciatore professionista.

## Caratteristiche tecniche
Era un'ala sinistra.

## Palmarès

### Giocatore

#### Competizioni nazionali
- Scottish Second Division: 1

Queen of the South: 2012-2013
- Scottish Challenge Cup: 1

Queen of the South: 2012-2013

### Allenatore

#### Competizioni nazionali
- Scottish League One: 1

Dunfermline: 2015-2016